# Katarina Eskilsdotter
Katarina Eskilsdotter, död 1477, var en svensk kvinna som brändes på bål i Stockholm för att ha mördat sin arbetsgivare. 
Den gravida pigan Katarina Pedersdotter från Estuna socken stod åtalad för mord på sin husbonde. Hon bekände att hon kluvit huvudet på mannen med en yxa medan han sov, vilket fick domstolen att döma henne för mord och inte för dråp.   
Den 4 augusti 1477 dömde rådstuvurätten henne till att avrättas genom att brännas på bål, "Dock skall hon sitta så länge att hon föder barnet". Hon tillhör det fåtal personer i Sverige som avrättats genom att brännas på bål.